# Ери (езеро)
Вижте пояснителната страница за други значения на Ери.
Ери (на английски: Erie) е 4-то по големина езеро от групата на Големите езера в Северна Америка и се намира на границата между САЩ (щати Мичиган, Охайо, Пенсилвания и Ню Йорк) и Канада (провинция Онтарио). Площта му, заедно с островите в него е 25 744 км2, която му отрежда 13-о място сред езерата в света. Площта само на канадската територия на езерото е 12 800 км2, като по този начин то е 6-о по големина езеро на Канада и 3-то в провинция Онтарио. Надморската височина на водата е 173,8 м.

## География

### Географско положение
Езерото се намира на границата между САЩ и Канада, като почти половината от площта му (12 800 км2) са на канадска територия (провинция Онтарио), а останалите 12 944 км2 – на американска. Ери е второто по ред езеро от долу нагоре след Онтарио от групата на Големите езера в Северна Америка. По нагоре е разположено езерото Хюрън, с което се свързва чрез реките Детройт и Сейнт Клеър и малкото езеро Сейнт Клеър.

### Батиметрия
От югозапад на североизток дължината на езерото е 388 км, а максималната му ширина е 92 км. Обемът на водата е 484 км3. Максималната му дълбочина е 64 м в централната част на езерото. Водното ниво на езерото се намира на 173,8 м н.в., което през годината се колебае в граници от +0,61 м до -0,46 м, като обикновено най-високо е нивото през месеците октомври и ноември, а най-ниско – през януари и февруари.
Температурата на водата през лятото достига до 24 °C, а през зимата е от 0° до 2 °C, когато в близост до бреговете езерото замръзва в периода от декември до март-април. В отделни студени зими езерото е замръзвало цялостно.

### Брегове, острови, водосборен басейн, пристанища
Бреговата линия е слабо разчленена с обща дължина от 1370 км. По бреговете на езерото има само два по-големи залива – Лонг Пойнт, на канадското и Сандъски, на американското крайбрежие. В езерото има общо 31 острова, като 13 от тях са канадски, сред тях Пели (най-големият остров в езерото), и 18 американски – Кели (най-големият американски), Саут Бас, Норт Бас, Мидъл Бас и др.
Общата площ на водосборния басейн на езерото е 78 000 км2, като в него се вливат множество реки – Детройт, Гранд, Рейзин, Хюрън, Моми, Куяхога, Сандъски и други, а изтича само една – Ниагара.
По бреговете на езерото са разположени множество населени места, някои от които с големи пристанища – Бъфало, Толидо, Ери, Монро, Кливланд, Сандъски (САЩ); Порт Стенли (Канада).

## История
Названието на езерото произлиза от името на индианското племе ери (ериелхонан), населявало в миналото района на езерото, което в превод означава „дълга опашка“.
Според официално приетата версия езерото Ери е открито от френския католически мисионер Жан дьо Бребьоф през 1640 г.

## Екология
Подобно и на останалите Големи езера, Ери произвежда т.нар. снегови ефект, когато над топлите води на езерото започват да циркулират студени зимни ветрове, причиняващи обилни снеговалежи. Влиянието на водната маса се увеличава или намалява в зависимост от това каква част от него замръзва през зимата.
Край езерото през лятото се създава характерен микроклимат, важен за селското стопанство. Покрай северния му бряг се намира една от най-богатите зони в Канада за отглеждане на плодове и зеленчуци, а покрай югоизточните му, американски брегове – благоприятни условия за лозарство и винопроизводство.
В периода от 1960 до 1970 г. водите на езеро претърпяват качествени изменения, свързани с повишаването на нивото на фосфоритите във водата и в дънните отложения. Това довежда до съществени промени в цъфтежа и скоростта на размножаването на водораслите. Бързото разлагане на водораслите довежда до разширяване на т.нар. мъртви зони в езерото, процес който продължава и след 1970 г. Огромната маса от разлагащи се водорасли и замърсяването на бреговата линия способства за разпространение на мнението за Ери като за мъртво езеро. През 1972 г. между Канада и САЩ се подписва съглашение за прекратяване на по-нататъшното замърсяване на езерото и недопускане отлагането на фосфорити в него, което е почти на 100% (с изключение само на отделни крайбрежни райони) в езерото вече няма мъртви зони и постепенно екоравновесието в Ери се възстановява.